# Ivan Mourin Rodríguez
Ivan Mourin es un criminólogo y escritor español.

## Biografía
Nació en Barcelona en 1980. 
Se diplomó en Criminología y ha trabajado como técnico especialista en anatomía patológica. 
Es colaborador del programa de televisión Cuarto Milenio que dirige Iker Jiménez.

## Enlaces
- Página del autor

- Datos: Q5923275